# Судний день (фільм)
«Судний день» (англ. Doomsday) — британський фантастичний постапокаліптичний бойовик з елементами трилера 2008 року, знятий режисером Нілом Маршаллом. Концепція фільму спочатку була заснована на ідеї режисера і сценариста фільму Ніла Маршалла зіштовхнути сучасних солдатів із середньовічними лицарями. Фільм містить величезну масу кіноцитат і відсилань до класичних фантастичних фільмів, зокрема, «Втеча з Нью-Йорка», «Шалений Макс» та інші. Жанр — постапокаліпсис, трилер, бойовик.
Маршалл зібрав для цього фільму втричі більший бюджет, ніж разом узяті бюджети його попередніх фільмів — «Пси-воїни» (2002) і «Спуск» (2005). Знімання відбувалося у Шотландії (в тому числі у відомому замку Блекнесс) і Південній Африці, яка й зіграла роль постапокаліптичної Шотландії. Прем'єра фільму відбулася в США і Канаді 14 березня 2008 року, в Англії — 9 травня 2008 року. Фільм отримав змішані, але переважно посередні оцінки критики і зібрав у прокаті вельми помірну суму, ледь окупивши витрати на власне виробництво.

## Сюжет

### Зі вступу до фільму
|  | Як і багато епідемій минулого, це винищення незліченних людських життів почалося з єдиного мікроскопічного організму. Перед лицем неминучої катастрофи люди судомно шукають розраду в розумних законах логіки, але вірус не обирає ні місце, ні час, вірус не знає ненависті, не шукає вигоди — це просто явище. Вірус „Жнець“ поширився в Глазго як звичайний грип, і ніщо не могло зупинити епідемію — ні ліки, ні вакцини. Вже за перший тиждень зараза забрала тисячі життів. Намагаючись погасити вогнище епідемії, влада ввела надзвичайний стан, встановила комендантську годину, закрила аеропорти, перекрила морські та сухопутні кордони, в Шотландії оголосили карантин, а людям наказали залишатися вдома, уникати поїздок і контактів, терпіти і чекати допомоги, яка так і не прийшла. Стіна височіла на дев'ять із половиною метрів у висоту, бетонна, облицьована сталлю. Стіна простяглася на двадцять дев'ять кілометрів уздовж стародавнього римського кордону, прокресленого 2 000 років тому зі сходу на захід — стіна розділила Британію навпіл. Прибережні води були заміновані і патрулювались, небо закрито для польотів, військові отримали наказ збивати всі повітряні судна, що порушують карантин. Ідея була простою: ні кроку звідти і ні кроку туди. Втім, туди ніхто й не прагнув. Люди, покинуті в зоні карантину, були приречені на смерть, розкладалися не тільки трупи, але і суспільні підвалини, люди боролися за життя, заливаючи вулиці міст кров'ю. Трупи спалювалися тисячами, грабежі, насильства і вбивства душили як отруйні бур'яни, розграбовані міста згорали дотла, а приречені на смерть люди перетворилися на дикунів, що пожирають собак, щурів, і, нарешті, собі подібних. Тижні змінювалися місяцями, похоронні вогнища розгорялися і гасли, незабаром запанувала темрява, і вся країна на північ від стіни занурилася в минуле, в безодню історії. Але якщо уряд повернувся спиною до гарячої зони, то весь світ повернувся спиною до Британії. Сотні тисяч втратили роботу, дах, надію. Положення загострилося до межі, але хід часу невблаганний, і закони природи неминуче відновлюють рівновагу. |

### Хронологія сюжету
Глазго. 3 квітня 2008 року. На екрані миготять заголовки газет: «Таємничий вірус вбиває за лічені дні», «Жахлива агонія жертв»; показують події, які мають безпосереднє відношення до епідемії.
29 червня 2008 року, кордон Англії і Шотландії, 21:17. Натовпи людей рухаються до кордону в надії врятуватися від вірусної катастрофи. Серед них є і молода мати з маленькою дівчинкою (майбутньою головною героїнею фільму). Кордон охороняється групою військових, яка не пропускає біженців далі. Раптово серед натовпу патруль знаходить зараженого, по якому відразу ж відкриває вогонь. Починається паніка. Блокпост зноситься розлюченим натовпом, який влаштовує погоню за військовими у вантажівці, однак на їх шляху стає висока стіна, що відокремила Англію та Шотландію, розділивши Британію навпіл. Молодій матері вдається в останню мить врятувати дочці життя, віддавши її в руки одному з військових у вертольоті.
2035 рік. У Лондоні служба внутрішньої безпеки (СВБ), серед якої присутня Іден Сінклер (дівчинка, що вижила), проводить військову операцію проти наркосиндикату. У результаті гине її напарник Майлз. Глава СВБ Нельсон радить Іден поїхати додому і відпочити. Тим часом, в одному з притонів Лондона під час поліцейського рейду виявляються заражені люди вірусом «Жнець». Про це негайно повідомляється уряду. Пропонується кілька варіантів вирішення проблеми: ввести надзвичайний стан, встановити переносні лазарети тощо, що негайно критикує Нельсон. Прем'єр-міністр Хетчер і його помічник Канаріс показують Нельсону надсекретну інформацію: виявляється, вже як три роки поспіль супутник-шпигун фіксує живих шотландців на вулицях Глазго, що означає вакцина вже винайдена. У закриту зону вирушає група військових, щоб розібратися з ситуацією, лідером якої призначається Іден Сінклер.
Вважається, що єдиною людиною, хто міг винайти вакцину, це доктор Кейн, який залишився в зоні для заражених. Його лабораторія перебувала в інфекційній лікарні Глазго. Група вирушає туди і піддається нападу з боку дикунів під проводом Сола. З восьми чоловік команди виживають тільки троє, в тому числі і Сінклер, яка потрапляє в полон. Перед її очима постає дикунське суспільство, соціум без присутності моральних догм, люди, які розгубили всі людські риси. Іден вдається втекти, прихопивши з собою дочку Кейна Келлі — дівчина пообіцяла відвести Сінклер до свого батька.

У Лондоні починається епідемія. Не в силах стримати епідемію урядові війська відступають до будівлі уряду, куди проникають деякі інфіковані. Прем'єр-міністр Хетчер заражається і кінчає життя самогубством, Канаріс бере владу в свої руки.

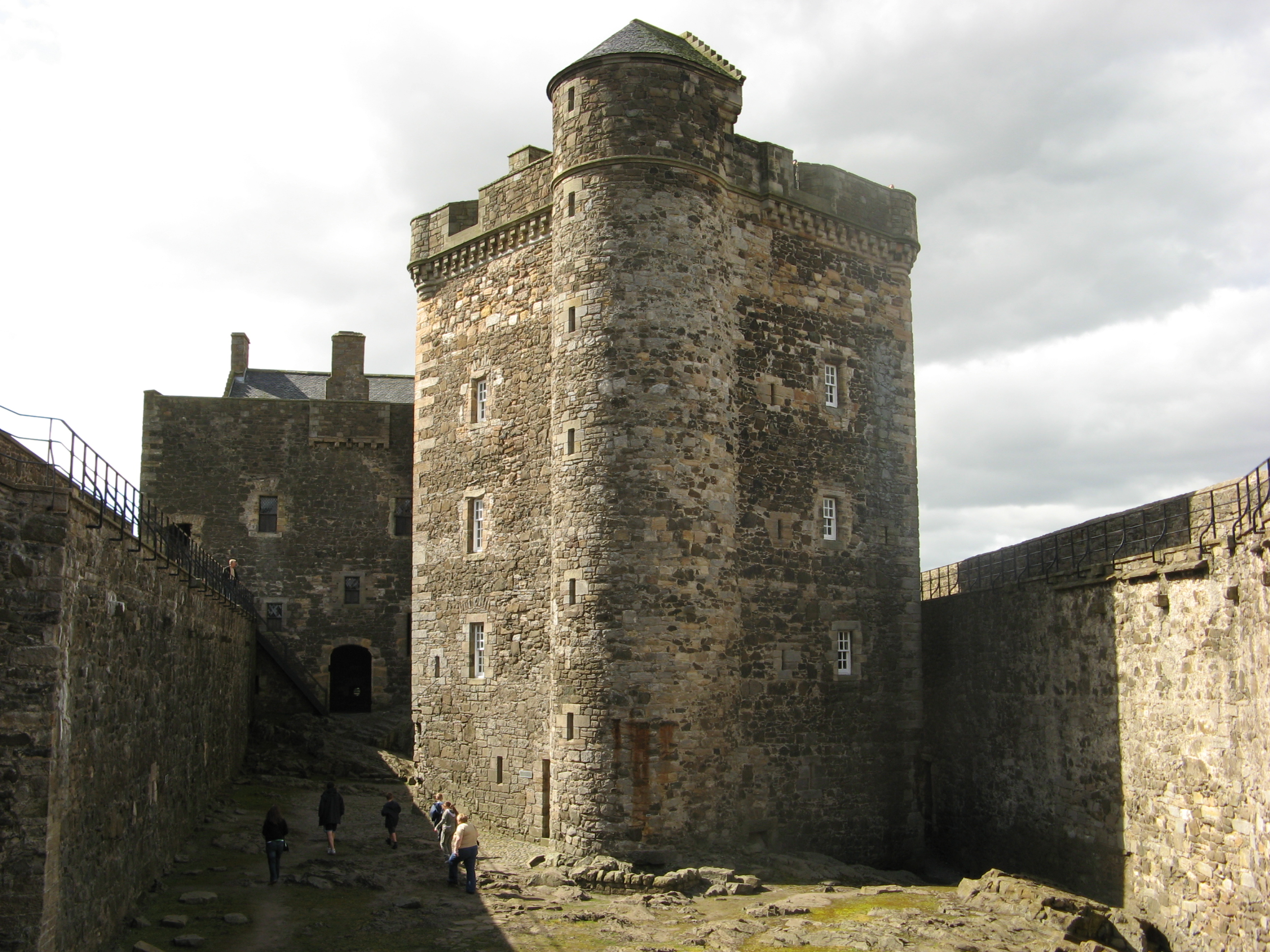
Середньовічний замок доктора Кейна

Келлі розповіла, що вона і Сол — діти Кейна, її брат і батько воюють між собою, через що страждають всі, хто вижив. Дівчина відводить всіх «з-за стіни» до Кейна, який зі своїми підлеглими живе у великому замку. Доктор Кейн озлобився на весь світ, створивши навколо себе закрите суспільство, яке пропагує тільки силу і жорстокість як єдиний природний спосіб очиститися від «слабаків цього світу». По суті, суспільство Кейна нагадує Середньовіччя з лицарськими атрибутами і королівською монархією. За словами Кейна, виживанню вони зобов'язані не науці, а природному відбору — «виживає найсильніший». Сінклер надається шанс поборотися і вижити на своєрідному турнірі. У результаті Іден перемагає і разом зі своїми напарниками їй вдається втекти — прихопивши з собою Келлі, яка і є тією вакциною, яку вони шукали — але при цьому гине сержант Нолтон.
Розібравшись з людьми Сола, Сінклер на автомобілі добирається до пункту зустрічі з Канарісом і передає уряду Келлі і вченого Стерлінга. Вона віддає Нельсону компромат на Канаріса, відеозапис, що викриває його політичне зростання та глобальні плани, і яку пізніше показують по прямому ефіру. Сінклер прибуває до дикунів Сола, і вони визнають її своїм лідером.

## У ролях
| Актор              | Роль                        |
| ------------------ | --------------------------- |
| Рона Мітра         | Іден Сінклер                |
| Боб Госкінс        | Білл Нельсон                |
| Девід О'Гара       | Майкл Канаріс               |
| Малкольм Макдавелл | доктор Маркус Кейн          |
| Александр Сіддіг   | прем'єр-міністр Джон Хетчер |
| Адріан Лестер      | сержант Нортон              |
| Шон Пертві         | доктор Тальбот              |
| Міанна Берінг      | Келлі                       |

## Виробництво
Олександр Сіддіг, який грає прем'єр-міністра Великої Британії, є справжнім племінником Малкольма Макдавелла, який зіграв центрального персонажа серед шотландців у цьому фільмі.
Хоча сюжет відбувається в Лондоні та Шотландії, більшість знімання провели у Південній Африці. До речі, останньою сценою, знятою на континенті перед переїздом до Великої Британії, стало тривале переслідування автомобіля, коли Bentley розбився через автобус.
Масовка у фільмі нараховує приблизно 700 чоловік, більшість з них — африканці.

### Алюзії
- Воїни (1979) — на 56 хвилині дикуни женуться за солдатами на автобусі, аналогічному до автобуса у фільмі Воїни.
- Чужий (1979) — доктор Кейн виносить такий же вирок, як Ріплі наприкінці фільму.
- Втеча з Нью-Йорка (1981) — карта Шотландії намальована в такий самий стиль, який використовують у фільмі Втеча з Нью-Йорка.
- Індіана Джонс: У пошуках втраченого ковчега (1981) — коли вони проходять через тунель з ящиками, один з них каже, що там повинен бути Втрачений ковчег.
- Чужі (1986) — клініка в цьому фільмі, аналогічна до клініки у фільмі Чужі.
- Останній бойскаут (1991) — вислів «Вдар мене знову, і я вб'ю тебе».
- Хоробре серце (1995) — декілька людей Сола мають розмальоване обличчя в синій та білий колір.
- Важкий метал 2000 (2000).
- Найкращий найгірший фільм (2009) — згадується Джорджем на конвенції жахів[2].

## Сприйняття

### Критика
Судний день не показали критикам перед комерційним відкриттям у кінотеатрах. Загалом фільм отримав змішані відгуки від професійних критиків. Сайт Rotten Tomatoes повідомив, що 50% критиків позитивно оцінили стрічку на основі 68 відгуків, середній бал склав 5,2/10. На Metacritic фільм отримав середню оцінку 51 зі 100 на основі 14 відгуків.
Оцінка на сайті IMDb — 6,0/10.

### Шотландська реакція
Шотландська туристична агенція VisitScotland привітала «Судний день», сподіваючись, що фільм буде приваблювати туристів шляхом популяризації Шотландії для решти світу. Національний орган у справах кіно та телебачення країни, Scottish Screen, виділив 300 000 фунтів стерлінгів на виробництво «Судного дня», забезпечивши економічні преференції для акторів і знімальної команди, які мешкали в Шотландії. Представник прес-служби Scottish Screen очікував: «Це, ймовірно, також залучить велику аудиторію, яка побачить, наскільки Шотландія може забезпечити гнучкий та різноманітний фон для всіх жанрів кінематографу».